# Combretum obangense
Combretum obangense là một loài thực vật có hoa trong họ Trâm bầu. Loài này được (Baker f.) Hutch. & Dalziel mô tả khoa học đầu tiên năm 1927.